# Hiroshi Fushida
Hiroshi Fushida (Japans: 鮒子田寛,Fushida Hiroshi) (Kioto, 10 maart 1946) is een voormalig Formule 1-coureur uit Japan. Hij reed 2 Grands Prix; de Grand Prix van Nederland en de Grand Prix van Groot-Brittannië van 1975 voor het team Maki.